# プロトン・アリーナ
アリーナ (ARENA)は、プロトンが製造販売していた自動車である。

## 概要
2002年に発売を開始。ウィラ(つまり、更に遡ると4代目ランサー)をベースに2人乗りとし、積載量を増加させるためにラダーフレーム構造が採用された。フロントサスペンションはウィラと共通のインディペンデント・マクファーソンストラット式を採用するが、リアについてはトーションビーム・リーフスプリング式を採用する。
エンジンは、三菱自動車工業の直列4気筒 1.5L 「「SOHC」」 12バルブ 4G15型エンジンを搭載し、5速マニュアルトランスミッションが組み合わせられる。
イギリス、オーストラリア、南アフリカなどに輸出され、販売は国内市場よりも輸出市場の方が好調となっている。
グレードは「Freestyle」と「Sportdeck」、「Fastback」の3種が用意され、ベースモデルのフリースタイルにはホイールキャップが装着されるほか金属製のスポーツバーが、スポーツデッキにはカバードスポーツバーが、最上級グレードのファストバックにはキャンパーシェルがそれぞれ装備される。

## 車名
「ARENA (アリーナ)」は、英語で「闘技場、活躍の舞台」を意味する。イギリス及びオーストラリア市場においては「JUMBUCK (ジャンバック)」の名称で販売されている。